# ZDFkultur
ZDFkultur è stato un canale televisivo digitale edito da ZDF.
È stato lanciato il 7 maggio 2011 per sostituire ZDFtheaterkanal e trasmetteva prevalentemente show musicali, come il Later... with Jools Holland, concerti pop e serie TV provenienti dall'archivio di ZDF, ma anche film e spettacoli. Il 1º maggio 2012 venne lanciata anche la versione in alta definizione (ZDFkultur HD) sul satellite.
Il 22 febbraio 2013, il direttore di ZDF Thomas Bellut annunciò che ZDFkultur avrebbe chiuso, a causa dei tagli effettuati all'interno di ZDF. La chiusura del canale fu decisa l'8 marzo 2013; dopo l'annuncio della chiusura, la programmazione consisteva prevalentemente in contenuti d'archivio di ZDF.
Le trasmissioni sono terminate definitivamente il 30 settembre 2016.

## Ascolti
|      | gennaio | febbraio | marzo | aprile | maggio | giugno | luglio | agosto | settembre | ottobre | novembre | dicembre | Media annua |
| 2011 | -       | -        | -     | -      | -      | -      | -      | -      | -         | -       | -        | -        | 0.0%        |
| 2012 | 0.1%    | 0.1%     | 0.1%  | 0.1%   | 0.1%   | 0.1%   | 0.1%   | 0.1%   | 0.2%      | 0.1%    | 0.1%     | 0.2%     | 0.1%        |
| 2013 | 0.1%    | 0.2%     | 0.2%  | 0.2%   | 0.2%   | 0.2%   | 0.2%   | 0.2%   | 0.2%      | 0.2%    | 0.2%     | 0.2%     | 0.2%        |
| 2014 | 0.3%    | 0.3%     | 0.3%  | 0.3%   | 0.3%   | 0.2%   | 0.2%   | 0.3%   | 0.3%      | 0.3%    | 0.3%     | 0.3%     | 0.3%        |
| 2015 | 0.3%    | 0.3%     | 0.4%  | 0.4%   | 0.4%   | 0.3%   | 0.4%   | 0.4%   | 0.4%      | 0.3%    | 0.4%     | 0.4%     | 0.4%        |
| 2016 | 0.3%    | 0.3%     | 0.3%  | 0.4%   | 0.4%   | 0.3%   | 0.3%   | 0.4%   | 0.3%      | -       | -        | -        |             |